# Hermandad del Cristo de Burgos (Sevilla)
La Hermandad del Cristo de Burgos es una hermandad de culto católico instaurada en la ciudad de Sevilla, en la comunidad autónoma de Andalucía, España. Realiza su estación de penitencia el Miércoles Santo en la Semana Santa de la ciudad. 
Su nombre completo es Pontificia, Real, Ilustre y Fervorosa Hermandad y Cofradía de Nazarenos del Santísimo Cristo de Burgos, Negaciones y Lágrimas de San Pedro y Madre de Dios de la Palma.
Su sede canónica se ubica en la iglesia parroquial de San Pedro.

## Historia
Existió una Hermandad del Cristo de Burgos en el convento Casa Grande de San Francisco y también se sabe que tuvo su sede en la iglesia de San Ildefonso. Además, existió antiguamente una hermandad de las Negaciones y Lágrimas de San Pedro de los estudiantes. Sin embargo, no se conoce la fecha de la fundación aunque se cree que fue a finales del siglo XVI. La hermandad solicitó al arzobispado su fecha de erección canónica y en el documento figuró como fundada en "tiempo inmemorial".
La Hermandad del Cristo de Burgos actual pudo ser una refundación de alguna de estas antiguas hermandades. Realizó su primera estación de penitencia en 1889 con un solo paso y su título era Hermandad del Santísimo Cristo de Burgos y Madre de Dios de Palma. En 1943, con la redacción de sus nuevas reglas, se le añadió el título Negaciones y Lágrimas de San Pedro.
Desde 1948 el alcalde de Burgos es hermano mayor honorario, honor que se dio también al Ayuntamiento de Sevilla en 1954. En noviembre de 1993 le fue otorgada la Medalla de Oro de la Ciudad de Burgos, que le fue impuesta en 1994.

## Cristo de Burgos

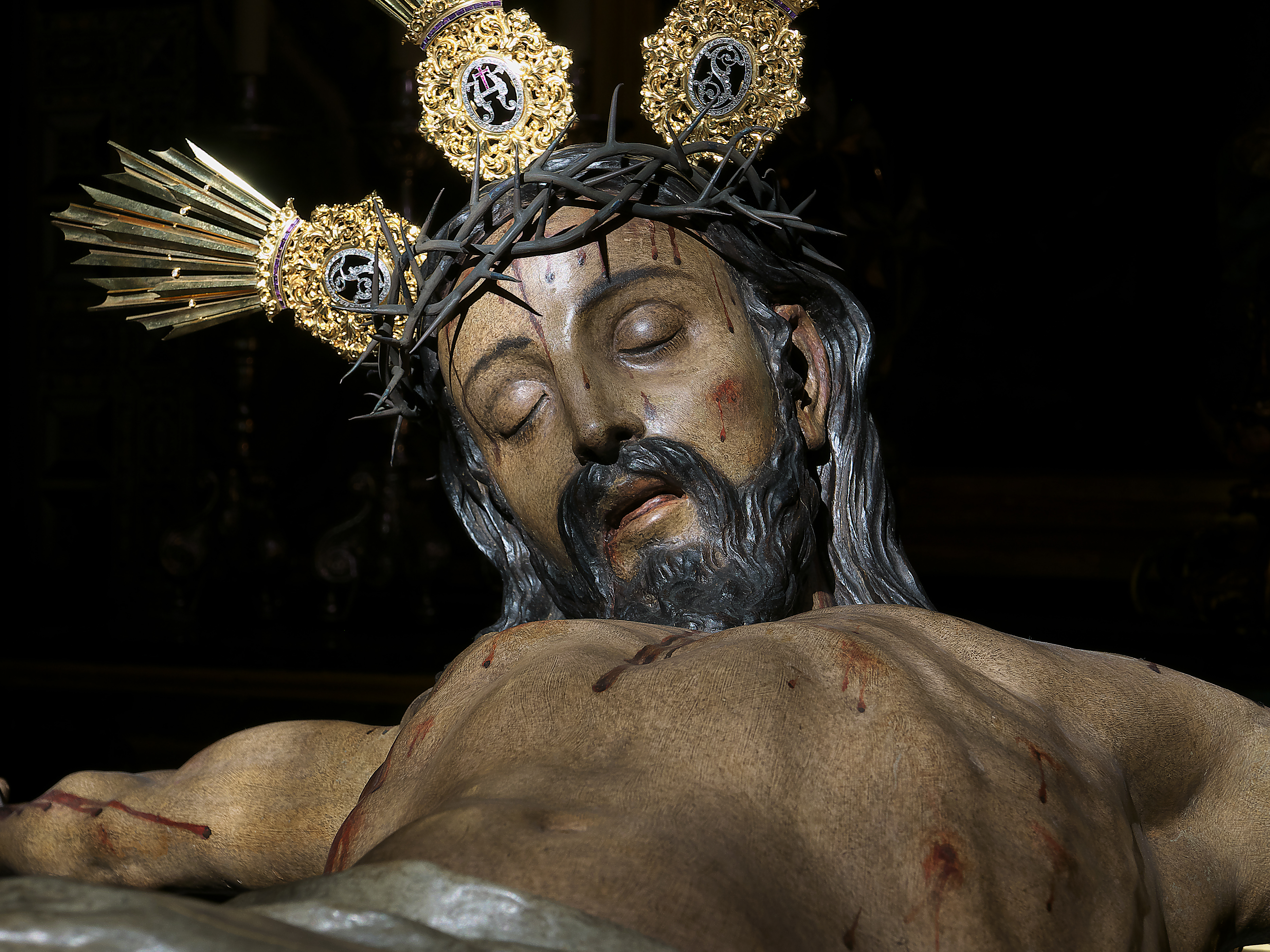
Detalle del Cristo de Burgos.

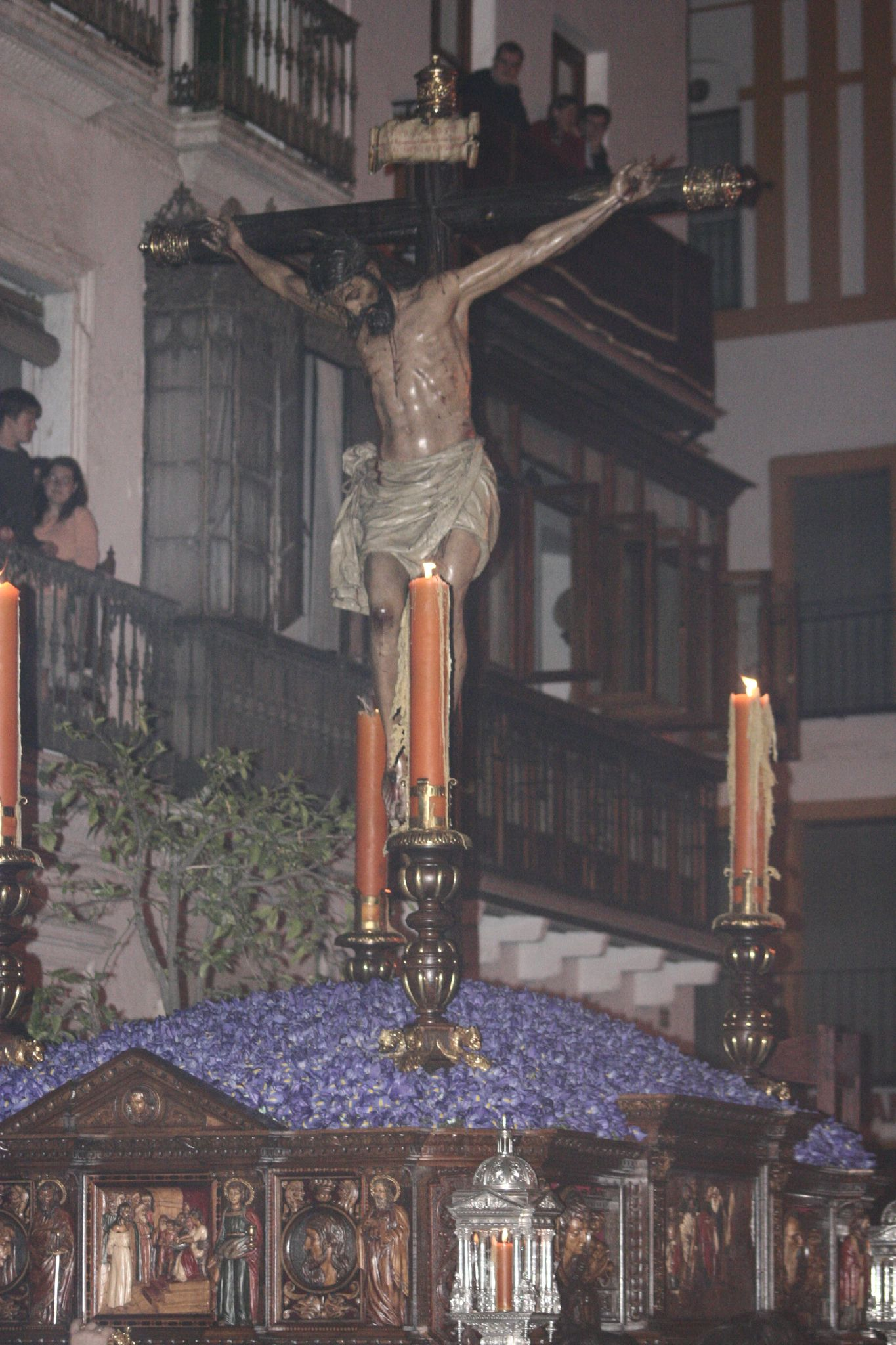
Imagen del Cristo de Burgos

La imagen del Cristo de Burgos es una talla realizada en 1573 por el escultor salmantino Juan Bautista Vázquez el Viejo. Fue realizada a semejanza del Jesús crucificado que se venera en la capilla del Santísimo Cristo de la catedral de Burgos. 
Restaurado por Ordóñez en 1882 y en 1997 por el Instituto Andaluz del Patrimonio Histórico, que consiguió devolverle su aspecto y policromía original, tiene potencias en oro de ley realizadas por García Armenta en 1964. 
Es el Cristo más antiguo de la Semana Santa sevillana, con la posible excepción del de la Hermandad de la Vera Cruz, que no se sabe en qué año fue realizado.
El paso fue tallado por el imaginero malagueño afincado en Sevilla José Merino Román. Es de estilo neorrenacentista, en madera oscura, y es iluminado por cuatro hachones de color tiniebla. Tiene cuatro faroles en plata de ley, y los casquetes de la cruz son de plata dorada. Es portado por 34 costaleros.
Lleva acompañamiento de la capilla musical Ars Sacra (trío de oboe, clarinete y fagot), lo que acentúa el carácter sobrio de la cofradía.

## Madre de Dios de la Palma

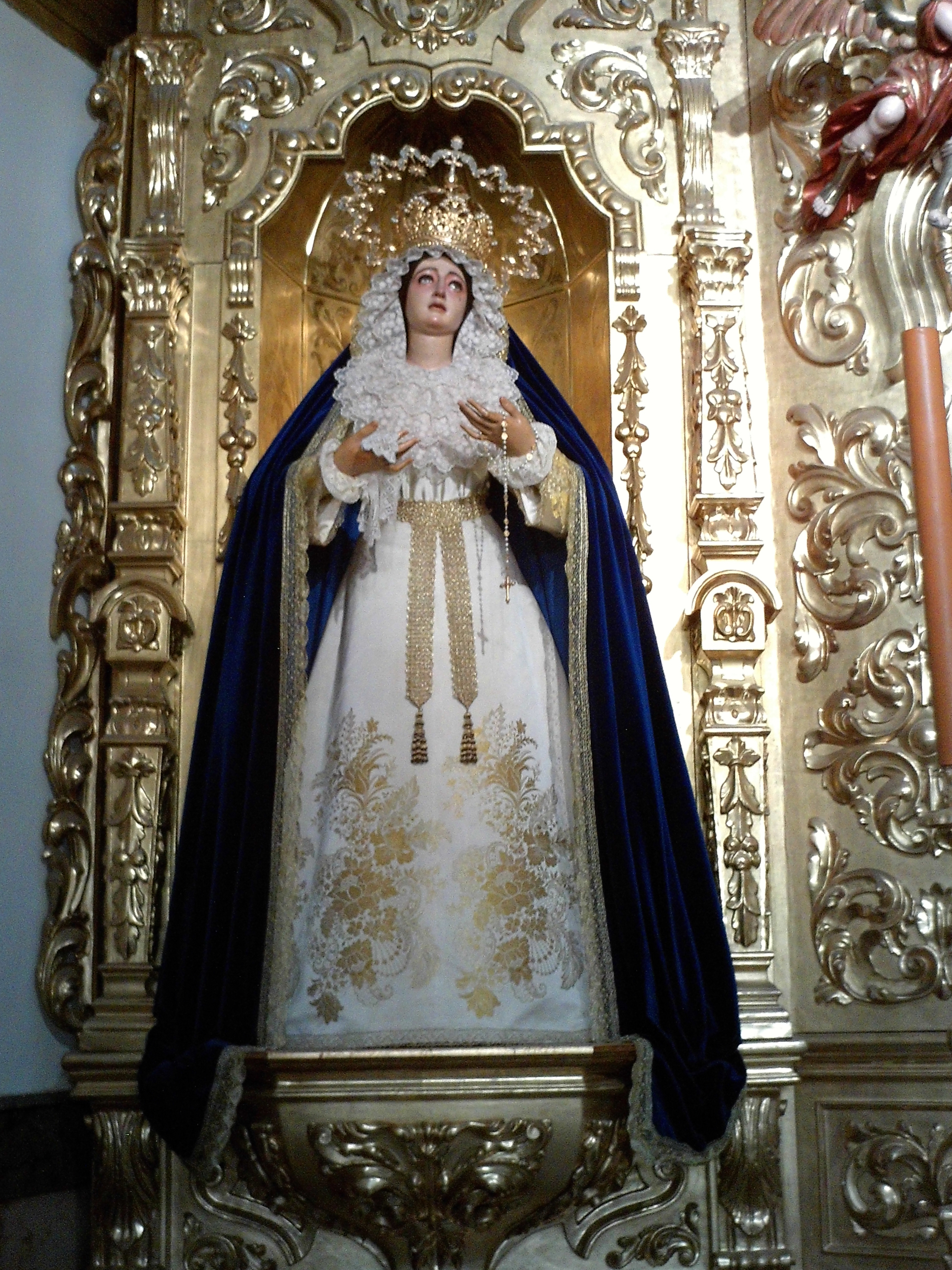
La Virgen Madre de Dios de la Palma en el retablo menor.

La imagen de la Virgen Madre de Dios de la Palma es una obra de Manuel Gutiérrez Reyes-Cano realizada en 1884, y luce corona de plata sobredorada y una palma de oro. El palio fue bordado por Juan Manuel Rodríguez Ojeda en 1928 y es de terciopelo rojo con bordados de oro, al igual que el manto de la imagen, obra de Sobrinos de Caro en 1959. El paso de palio tiene orfebrería plateada con un moldurón.
El paso de palio es portado por treinta y seis costaleros, y lleva como acompañamiento musical la Banda de Música del Maestro Tejera.

## Piezas musicales dedicadas
La hermandad tiene una serie de marchas dedicadas:
- Nuestra Señora de la Palma (Manuel López Farfán 1927)
- Cristo de Burgos (Rafael Ruiz Amé 1945)
- Madre de Dios (José Martínez Peralto 1954)
- Cristo de Burgos (Manuel Mejías Pérez 1954)
- Madre de Dios de la Palma (Pedro Braña Martínez 1962)
- Marcha lenta n.º 6 (Pedro Braña Martínez)
- Santísimo Cristo de Burgos (José Albero Francés 1979)
- Una saeta a la Virgen (Manuel López-Quiroga Miguel 1980)
- Santo Cristo de Burgos (Juan Velázquez Sánchez 1999)
- Madre de Dios de la Palma (Francisco Javier Alonso Delgado 2001)
- Madre de Dios (Jacinto Manuel Rojas Guisado, 2011)
- La Madre de Dios en San Pedro (Juan Velázquez Sánchez, 2011)
- ¡Miradlo en la cruz! (David Hurtado Torres, 2024)

## Paso por la carrera oficial
| Predecesor: Las Siete Palabras | Orden de entrada en carrera oficial (Miércoles Santo) 9.º lugar | Sucesor: Los Negritos (Jueves Santo) |